# Uki-goshi
Uki goshi (浮腰) é uma das 40 técnicas básicas do judô. Classificada como uma técnica de koshi waza (literalmente, técnicas de quadril), é a  quarta técnica do primeiro grupo (dai ikkyo) do Gokyo.

## Descrição
Com a pegada clássica (gola com a mão direita, manga com a mão esquerda), o tori desequilibra o uke com mae-migi-kuzushi, em seguida o tori solta a mão direita da gola e abraça as costas do uke ao mesmo tempo que encosta a porção direita do quadril ao quadril do uke. Para projetar, o tori apenas gira o quadril.

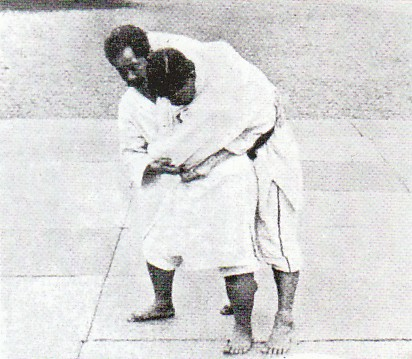
Uki goshi com Kano (esq.) and Yamashita (dir.)

Este golpe difere do O-goshi na medida em que o tori não deve suspender o quadril nem dobrar para frente.
Esta técnica pode ser facilmente empregada quando o uke tenta fazer uma pega alta na gola. Pode-se aproveitar o seu próprio movimento para realizar a entrada.

## Leitura complementar
- Kano, Jigoro (1994), «Kodokan Judo», ISBN 4-7700-1799-5 first ed. , Kodansha International, Judo Masterclass Techniques
- Mifune, Kyuzo (2004), «The Canon of Judo», ISBN 4-7700-2979-9 first ed. , Kodansha International, Judo Masterclass Techniques